# Бреев, Сергей Геннадьевич
Серге́й Генна́дьевич Бре́ев (22 апреля 1987, Брежнев, РСФСР, СССР) — бывший российский футболист, полузащитник. Мастер спорта России (2016).

## Карьера
Воспитанник ДЮСШ «Заря» из Набережных Челнов и спортинтерната ФК «Ротор». В Набережных Челнах, занимаясь под руководством Геннадия Андреевича Кадыльского, четыре раза становился призёром ДФЛ. В 14 лет уехал в волгоградский спортинтернат ФК «Ротор». Окончив школу, начал выступать за дубль. Во время перерыва в чемпионате на сборах с основной командой получил серьёзную травму колена, после которой восстанавливался год. К тому времени, как вернулся в строй, «Ротор» уже выступал во втором дивизионе. Сезон 2007 провёл в аренде в камышинском «Текстильщике». Когда вернулся в «Ротор», стал игроком основного состава, но у клуба начались финансовые проблемы и Бреев перебрался в «Алнас», который в конце сезона закрыли из-за финансовых проблем.
В 2009 году в составе омского «Иртыша» стал победителем зоны «Восток» второго дивизиона. Затем два сезона отыграл в родном городе за «КАМАЗ». Перед сезоном 2012/2013 из-за снижения объёмов финансирования «КАМАЗ» опустился во второй дивизион, а Бреев перешёл в «Химки». Сезон для подмосковной команды сложился неудачно, она заняла предпоследнее место, и Бреев перешёл в оренбургский «Газовик», где стал выступать под руководством хорошо ему знакомого по работе в «Алнасе» и «КАМАЗе» Роберта Евдокимова.
В июле 2019 года подписал контракт с курским «Авангардом». Покинул клуб по окончании сезона-2019/20.

## Достижения
Командные
«Иртыш» Омск
- Победитель второго дивизиона (зона «Восток»): 2009

«Оренбург»
- Полуфиналист Кубка России: 2014/15
- Победитель первенства ФНЛ: 2015/2016
- Обладатель Кубка ФНЛ: 2016